# Smiley Culture
David Victor Emmanuel, mais conhecido como Smiley Culture (10 de Fevereiro de 1963 - 15 de Março de 2011), foi um cantor de reggae e DJ inglês.
A 15 de Março de 2011, Emmanuel morreu, supostamente de um ferimento de arma branca auto-infligido, enquanto a polícia fazia uma busca na sua casa em Warlingham, Surrey. A morte verificou-se uma hora e meia após a chegada da polícia com um mandado de busca. A autópsia revelou que ele morreu em consequência de uma única ferida de arma branca no coração. A sua morte está a ser investigada pela Comissão Independente de Queixas da Polícia. Sobreviveram a ele a sua mãe, o seu filho e a sua filha, a irmã e três irmãos.